# Rita Hayworth and Shawshank Redemption
Rita Hayworth and Shawshank Redemption er en roman skrevet af den amerikanske forfatter Stephen King. Romanen er fra hans kollektion fra 1982 kaldet Different Seasons. Den er løst baseret på Leo Tolstoy novelle "God Sees the Truth, But Waits". Den blev filmatiseret i 1994 og udgivet under titlen The Shawshank Redemption, og blev nomineret til syv Academy Award i 1994, inklusive for bedst film. I 2009 blev den skrevet om til teaterstykket The Shawshank Redemption.